# Куяр
Куя́р — посёлок в Медведевском районе Марий Эл Российской Федерации. Административный центр одноимённого сельского поселения.
Численность населения — 1440 человек (2021 год).

## География
Посёлок расположен в 10 км южнее города Йошкар-Ола при впадении реки Куярка в Малую Кокшагу. Автотрасса Йошкар-Ола — Волжск. Железнодорожная станция Куяр на ветке Зелёный Дол — Йошкар-Ола.

## История
Первый дом в посёлке был построен в 1918 году для лесника-объездчика. Развитие посёлка связано со Сретенским лесничеством. В 1927 году был построен лесопильный завод по производству шпал и брусьев для железной дороги. Открылся железнодорожный вокзал.
В 1931 году открыта начальная школа, в 1966 году она преобразована в среднюю школу. Новое здание школы построено в 1984 году.
В 1941 году открыт Куярский санаторный детский дом.
В годы Великой Отечественной войны куярский лесхоз изготавливал лыжи для нужд Красной Армии.
1 июня 1956 года постановлением Президиума ВС МАССР населённому пункту был присвоен статус посёлка.

## Население
| 2010  | 2011  | 2016  | 2017  | 2018  | 2019  | 2020  |
| ----- | ----- | ----- | ----- | ----- | ----- | ----- |
| 1178  | ↗1224 | ↗1275 | ↗1276 | ↘1238 | ↘1232 | ↗1455 |
| 2021  |       |       |       |       |       |       |
| ↘1440 |       |       |       |       |       |       |